# Говорков, Антон Никифорович
Анто́н Ники́форович Говорко́в (ок. 1752 — 1872, село Юсупово) — предположительный долгожитель, якобы проживший около 120 лет.

## Биография
Крестьянин. Ранние годы биографии малоизвестны. Его последний ребёнок якобы родился у него, когда ему самому было 70, а его третьей жене — 60 лет. По словам односельчан, в возрасте 100 лет он выглядел не более, чем на 60. В конце XIX века он любил рассказывать якобы в качестве очевидца о давно прошедших временах — восстании Пугачёва, Отечественной войне 1812 года и других. За 10 лет до смерти (то есть, якобы в 110-летнем возрасте) ослеп, что сделало его неспособным к физическому труду и ускорило его дряхление. Сельчане полагали, что если бы не это обстоятельство, то он прожил бы намного дольше. Достоверность возраста долгожителя проверить невозможно.